# Teflon Brothers
I Teflon Brothers sono un gruppo rap finlandese proveniente da Helsinki.

## Storia
I Teflon Brothers pubblicarono il loro primo singolo, Matkal kotiin, nel 2006 e fu la colonna sonora del film Adihasla. Il primo album, T, venne pubblicato tre anni dopo, nel 2009, e raggiunse la posizione 26 nella classifica degli album più venduti in Finlandia. Nell'aprile 2010, pubblicarono gratuitamente un mixtape, Iso hätä, che conteneva anche brani di altri artisti.
Il secondo album dei Teflon Brothers, © fu pubblicato nell'agosto 2010 e raggiunse la ventiseiesima posizione in classifica. Nel gennaio 2013, il gruppo raggiunse la nona posizione con il loro terzo album, Valkoisten dyynien ratsastajat., da cui vennero estratti i singoli Poimunopeus, Lähestymiskieloja e Seksikkäin jäbä, assieme a Stig e Meiju Suvas, unico singolo dell'album ad essere entrato in classifica e aver raggiunto la terza posizione in quella dei singoli più scaricati.
Nel 2014, il loro singolo Kendo Anthem raggiunse la terza posizione nella classifica dei singoli più venduti e fu seguito dal loro primo brano che raggiunse la prima posizione, Maradona (kesä '86). Infine venne pubblicato anche Isänpäivälaulu, assieme al rapper Juno. Questi singoli provengono dal quarto album, Isänpäivä, pubblicato il 7 novembre 2014. Nel 2014 la band vende un posto nel gruppo al costo di 50 000 euro sulla piattaforma finlandese Huuto.net, che viene acquistato inizialmente da una ventiquattrenne di nome Minna ma dato che non aveva tali soldi il posto venne poi comprato nell'aprile 2014 da Ilari Sahamies, giocatore di poker.
Nel 2015 viene pubblicato il singolo Pämpää, assieme a Sahamies, stando in prima posizione nelle classifiche per varie settimane.  Il 26 agosto 2015 viene pubblicato il singolo Ay ay ay,  che prevede la partecipazione del Re del Tango del 2014, Teemu Roivanen, su Spotify che divenne disco d'oro nell'ottobre 2015.

## Membri
- Pyhimys (2006 - in attività)
- Heikki Kuula (2006 - in attività)
- Voli (2006 - in attività)
- Sahamies (2014[8] - in attività)

## Discografia
- 2009 - T
- 2010 - ©
- 2013 - Valkoisten dyynien ratsastajat
- 2014 - Isänpäivä
- 2017 - Circus